# Kibrom Hailay
Kibrom Hailay Giday, né le 10 mai 1995, est un coureur cycliste éthiopien.

## Biographie
En 2012, Kibrom Hailay évolue au sein de l'équipe continentale éthiopienne Marco Polo Donckers Koffie. L'année suivante, il prend la seconde place du championnat d'Éthiopie du contre-la-montre, derrière le coureur professionnel Tsgabu Grmay.
En 2015, il intègre la nouvelle formation Ethiopia Cycling Academy, destinée à former et aider les jeunes talents du pays. Avec celle-ci, il participe à plusieurs compétitions du calendrier amateur espagnol. Il rejoint ensuite la nouvelle équipe espagnole Aldro en 2016, dirigée par Manolo Saiz. Il dispute sa première compétition sous ses nouvelles couleurs à l'occasion du Tour de Ségovie, au mois de juin. En fin d'année, il se classe sixième du Tour du Rwanda.

## Palmarès
- 2013
  - 2e du championnat d'Éthiopie du contre-la-montre
- 2015
  -  Médaillé de bronze du championnat d'Afrique du contre-la-montre par équipes
- 2017
  - 2e du Tour Meles Zenawi

## Classements mondiaux
| Année           | 2015 |
| --------------- | ---- |
| UCI Africa Tour | 204e |